# Juliane Nagel
Pour les articles homonymes, voir Nagel.
Juliane Rahel Nagel (née le 19 septembre 1978 à Leipzig) est une femme politique allemande.

## Biographie
Juliane Nagel est un élève d'un gymnasium à Leipzig et y obtient  l'abitur en 1997. En plus d'une activité professionnelle, elle étudie les sciences politiques à l'université de Leipzig, mais s'arrête quand elle entre au Landtag de Saxe. Juliane Nagel est notamment membre de Vereinte Dienstleistungsgewerkschaft et de Rote Hilfe. De 2009 à 2014, elle est porte-parole du réseau d'action "Leipzig prend place". Nagel vit à Leipzig.
En 1999, Nagel rejoint le PDS et est porte-parole des jeunes à l'été 2002. Elle travaille au bureau des parlementaires à Leipzig. Nagel est élu pour la première fois au conseil municipal de Leipzig en 1999, mais doit démissionner en 2001 après avoir conduit sous l'influence de l'alcool. En 2009, 2014 et 2019, elle est réélue au conseil municipal de Leipzig. Aux élections municipales de 2014 et 2019, elle reçoit le plus de votes de tous les candidats de la ville. Nagel est porte-parole de son groupe parlementaire pour les enfants, les jeunes et la politique migratoire. Elle est collaboratrice de la députée européenne Sylvia-Yvonne Kaufmann de 2004 à 2009 et associée de recherche pour la députée européenne Cornelia Ernst de 2009 à 2014.
En 2013, elle reçoit le Prix de la paix de Leipzig et le Prix de la paix Lysistrata de LISA, le groupe de travail féministe de Die Linke en Saxe, pour son engagement diversifié contre le néonazisme et la discrimination.
Aux élections régionales de 2014 en Saxe, elle remporte le seul mandat direct de son parti à l'échelle nationale dans la circonscription de Leipzig II avec 28,3 % (contre Robert Clemen, CDU). Au sein de son groupe parlementaire au Landtag de Saxe, elle est porte-parole pour la politique des migrations, des réfugiés et du logement. Elle est également membre suppléante de la commission de l'Intérieur, de la commission constitutionnelle et de la commission des affaires juridiques. Lors des élections régionales de 2019 en Saxe, Nagel réussit à entrer au parlement du Land de Saxe avec 27,4 % des premières voix par le mandat direct de la circonscription de Leipzig 2.
Après ses déclarations sur une opération policière controversée au tournant lors de la nuit du nouvel an 2020, dans le quartier de Connewitz à Leipzig, dont elle est témoin oculaire, elle devient la cible de menaces. Bien qu'il s'avère plus tard que la critique s'était basée sur un récit unilatéral des événements par la police, Nagel prend ses distances dans cette affaire.
En octobre 2022, Nagel est condamnée par l'Amtsgericht Borna à quinze jours-amende de 150 € pour intrusion, lors de la participation à une occupation de la mine de charbon United Schleenhain menée par Ende Gelände fin novembre 2019. Nagel annonce qu'elle ferait appel du verdict, affirmant qu'elle avait participé à l'action en tant qu'observatrice parlementaire.
En juin 2023, elle est arrêtée d'une façon brusque par la police à la fin d'une manifestation de jeunes à l'occasion de la Journée internationale de l'enfance à la suite des accusations d'un policier d'avoir incité à de la violence contre les forces de l'ordre. Après la vérification de son identité et une discussion avec la hiérarchie policière, elle est libérée puis fait l'objet d'une enquête judiciaire pour rébellion et participation à une manifestation interdite.